# Khalid bin Barghash af Zanzibar
Sayyid Khalid bin Barghash al-Busaid (1874 – 1927) (ar.: خالد بن برغش البوسعيد) var den sjette sultan af Zanzibar og ældste søn af Sayyid Barghash bin Said Al-Busaid, den anden sultan af Zanzibar. Da hans onkel Hamad bin Thuwaini af Zanzibar døde (muligvis forgiftet af Khalid), tog Khalid magten og herskede over Zanzibar 25. august – 27. august 1896. Briterne nægtede imidlertid at anerkende ham og greb ind. Den engelsk-zanzibariske krig regnes som regel for verdenshistoriens korteste – efter 45 minutters bombardement opgav zanzibarerne (nogle kilder siger 36 minutter).
Khalid flygtede fra paladset til det tyske konsulat, hvorfra han blev udsmuglet til Tysk Østafrika, hvor han fik politisk asyl. Under 1. verdenskrig blev han taget til fange af briterne i Dar es Salaam i 1916 og sendt i eksil på Seychellerne og Sankt Helena før han fik lov til at vende tilbage til Østafrika. Han døde i Mombasa i 1927.
| Foregående: Hamad bin Thuwaini | Sultan af Zanzibar 1896 | Efterfølgende: Hamud bin Muhammad |